# Carmilla

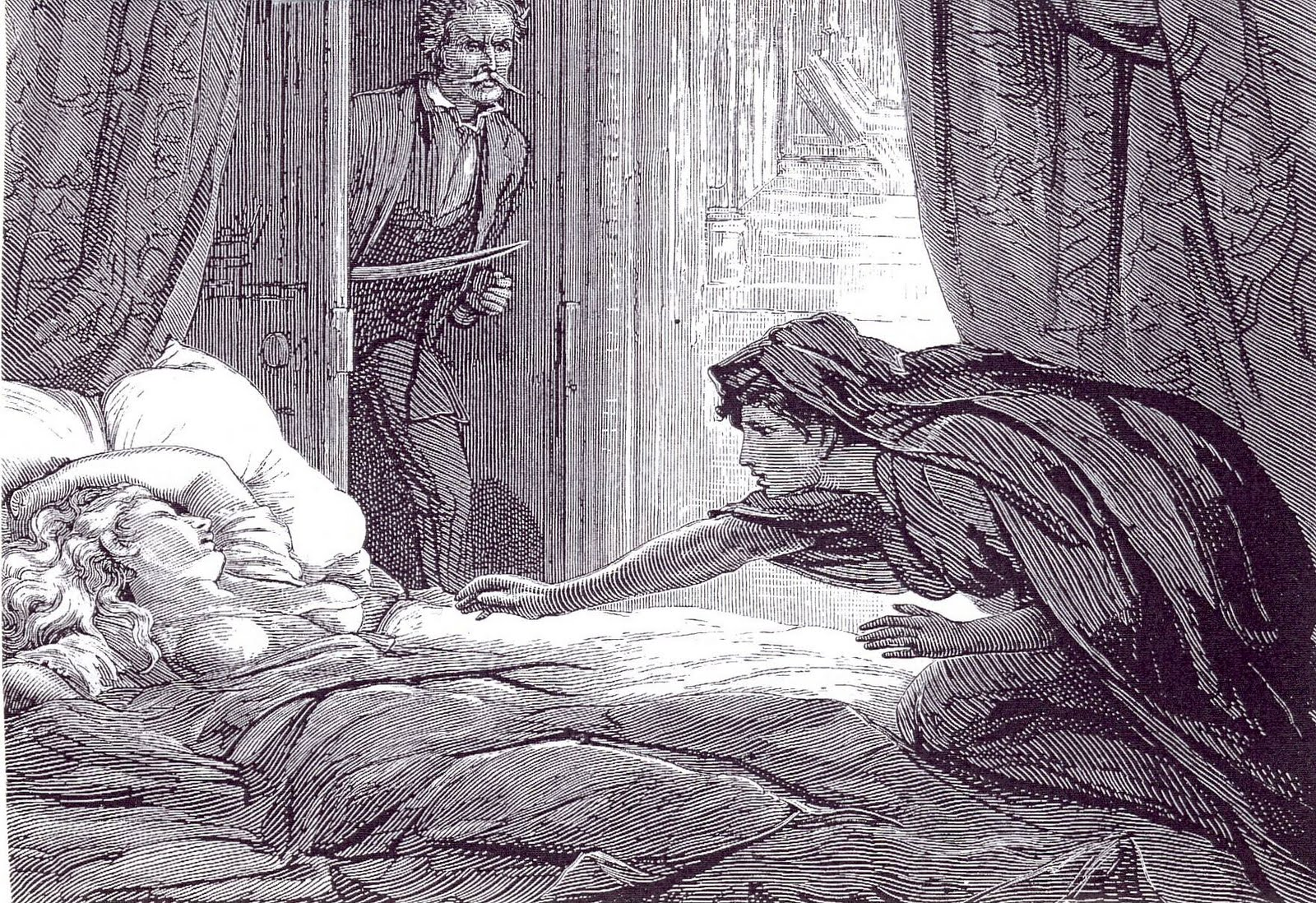
O ilustrație pentru nuvela gotică Carmilla de Joseph Sheridan Le Fanu. Vampirii sunt printre cele mai populare subiecte ale fanteziei întunecate

Carmilla este o nuvela gotică de Joseph Thomas Sheridan Le Fanu din 1872 care prezintă povestea unei tinere femei numită Laura și a relației acesteia cu o femeie vampir numită Carmilla. Carmilla a apărut cu 25 de ani înainte de romanul Dracula de Bram Stoker.
Ecranizări (mai mult sau mai puțin fidele):  Vampyr (1932),  Blood and Roses (1960), Crypt of the Vampire (1963), The Vampire Lovers (1970), The Blood Spattered Bride (1972), Alucarda (1977), Vampires vs. Zombies (2004), etc.   

## Vezi și
- The Vampire Lovers
- Domnișoara Christina